# Intel Extreme Masters

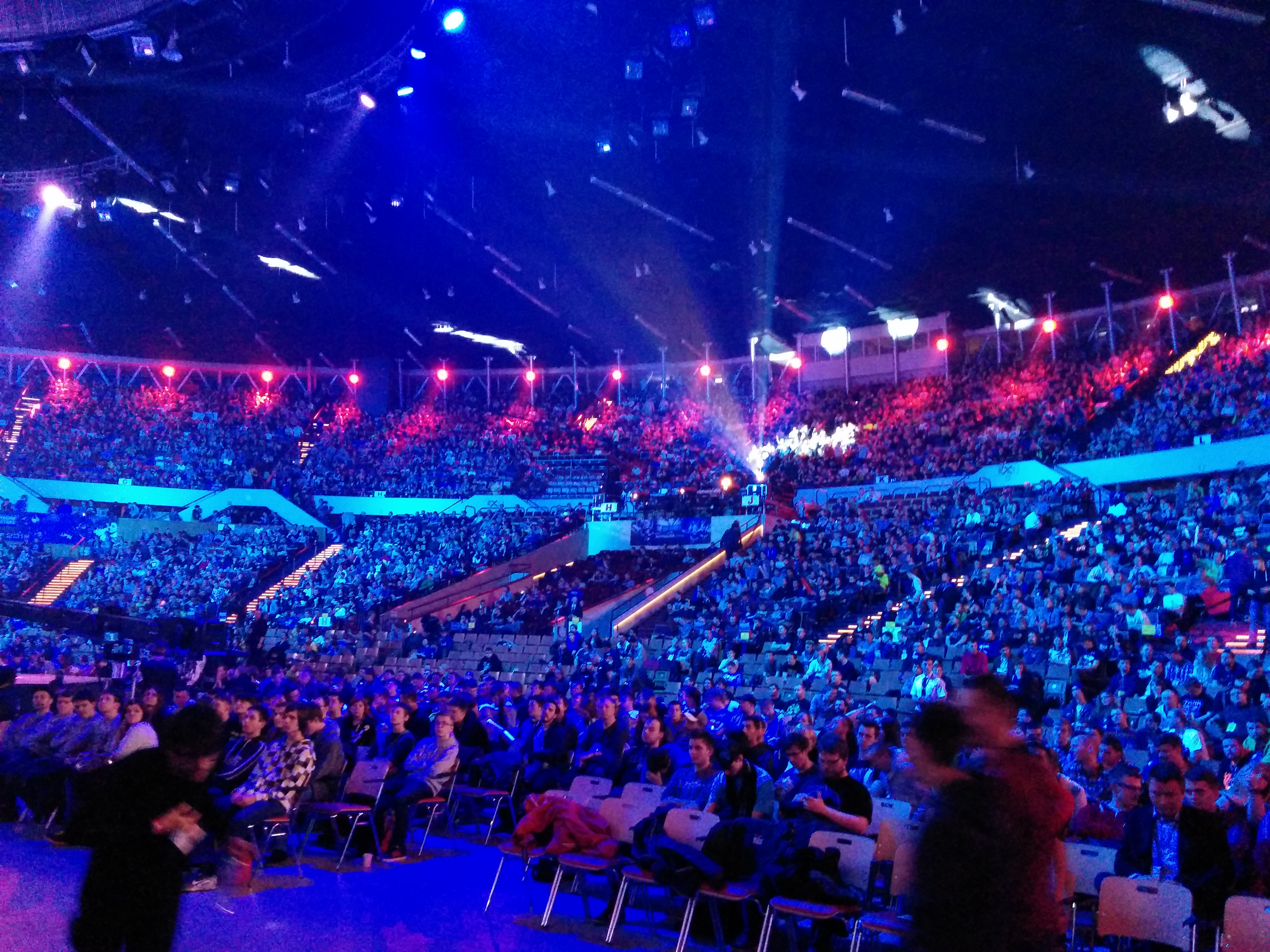
IEM Katowice in 2015.

De Intel Extreme Masters (IEM) zijn een reeks jaarlijks gehouden internationale e-sporttoernooien die worden gesponsord door chipfabrikant Intel.

## Ontstaan
Intel Extreme Masters ontstond in 2006 als een product van de ESL, die de organisatie en verantwoording draagt. Intel ging vanaf 2007 het evenement sponsoren, waarbij het eerste toernooi werd gehouden tijdens de CeBIT in Duitsland.
Tijdens het eerste gehouden evenement speelden teams de spellen Counter-Strike: Global Offensive en World of Warcraft III. Deelnemers kwamen uit 24 landen en er was een totale prijzenpot van €160.000. Tijdens het tienjarige jubileum in 2016 keerde CS:GO terug in het toernooi, en het totale prijzengeld was opgelopen tot bijna een miljoen Amerikaanse dollar.
In 2019 werd het dertiende seizoen gehouden. Eerdere evenementen vonden plaats in Chengdu, Dubai, Hannover, Los Angeles en Katowice.
De IEM is het langstdurende gamingtoernooi dat wereldwijd wordt gehouden.

## Toernooien
Tijdens de gehouden toernooien worden de volgende computerspellen gespeeld:
- Counter-Strike (seizoen 1-6)
- Warcraft III: Reign of Chaos en The Frozen Throne (seizoen 1-3)
- World of Warcraft (seizoen 2)
- Quake Live (seizoen 2-4)
- Starcraft II (seizoen 5-6)
- League of Legends (seizoen 5-6)
- Counter-Strike: Global Offensive
- Hearthstone: Heroes of Warcraft
- Fortnite